# 진명 (수호전)

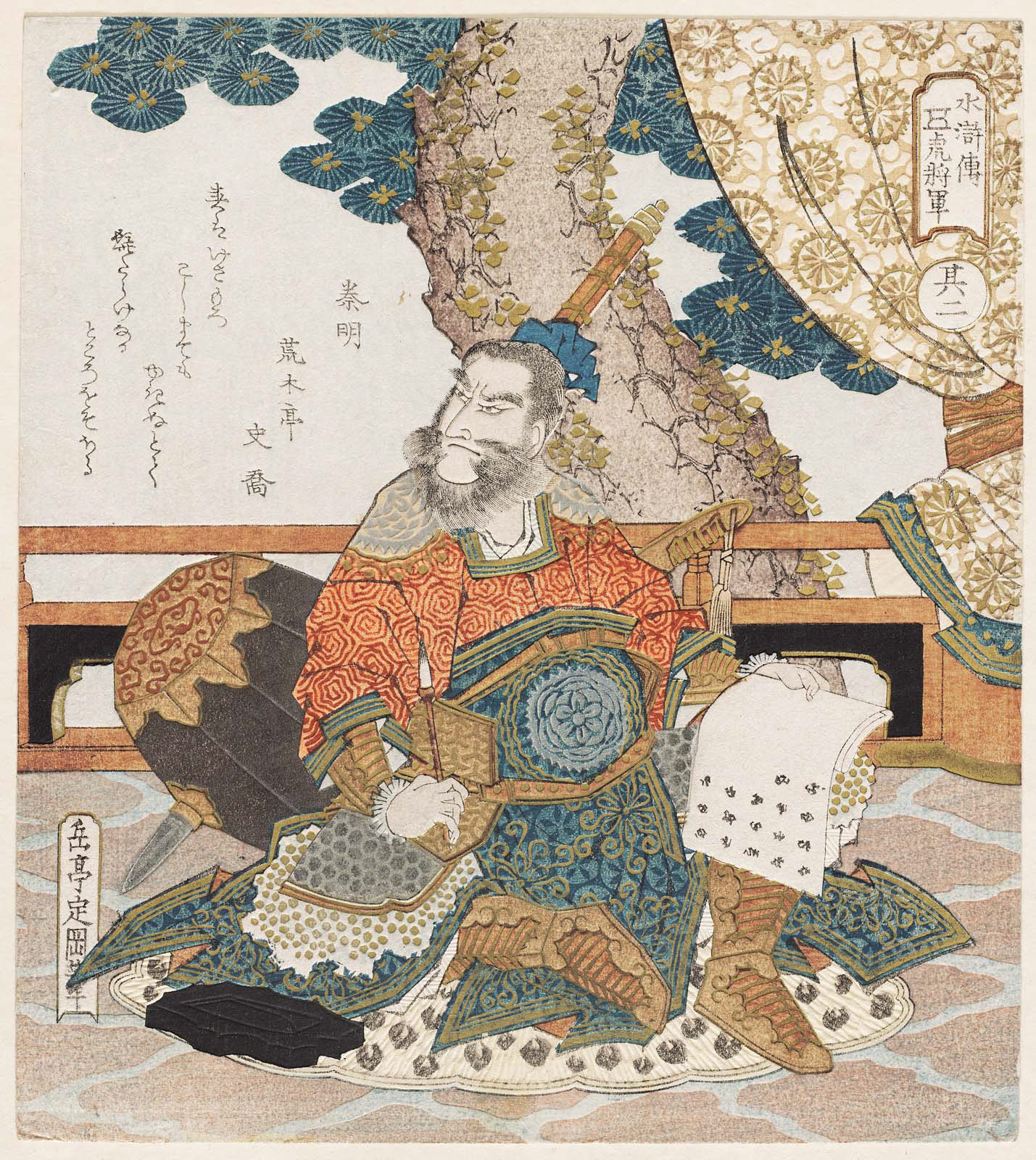
우타가와 구니요시가 그린 진명 우키요에

진명(중국어 정체자: 秦明 친밍[*])은 중국의 사대기서 중 하나인 《수호전》에 등장하는 인물로, 108성 중 7위이자 천강성(天罡星)의 천맹성(天猛星)에 해당한다. 강직한 성품을 갖추었으며, 벼락같이 큰 목소리를 가졌다 하여 벽력화(霹靂火)라는 별호로 불린다. 낭아봉(狼牙棒)의 명수로, 맹렬한 성격을 가져 전장에서 많이 활약하였다.

## 생애
사천(四川) 개주(開州) 출신으로, 청주(靑州)의 군정장관(軍政長官)이다. 어느 날 청풍채(淸風寨)의 장관(長官) 유고(劉高)의 아내가 청풍산(淸風山)의 산적인 왕영(王英)에게 붙잡혀 있다가 송강(宋江)에 의해 풀려난 뒤, 유고에게 청풍채의 다른 장관인 화영(花榮)을 만나러 온 송강이 산적이라고 해 송강이 유고에게 붙잡혔다. 이후 유고는 송강 편을 들어준 화영 또한 병마도감(兵馬都監)인 황신(黃信)을 시켜 붙잡아 두 사람을 청주로 연행하려 하였으나, 황신이 이끄는 호송대가 청풍산을 지나가게 되자 청풍산의 산적인 연순(燕順), 왕영(王英), 정천수(鄭天壽)가 호송대를 공격해 황신을 물리치고 송강과 화영을 구출했다. 이에 황신의 상관인 진명이 관군을 이끌고 청풍산을 공격했으며, 이에 화영이 직접 응수하자 화영과 일대일 대결을 벌였다. 이후 화영이 도망치자 진명은 화영을 추격했으나, 산길에서 매복하고 있던 청풍산 산적들이 관군에게 다위와 통나무를 굴리면서 공격하였다. 이에 관군은 혼란에 빠져 이리저리 허둥대다가 화공을 당했으며, 결국 인근의 강 근처로 피신했지만 청풍산 산적들이 강의 상류에 물길을 막아 두었던 것을 없애 관군 대부분이 강물에 빠져 익사했다. 그 뒤 진명은 청풍산 산적들에게 붙잡혔으며, 산적들의 두령인 송강은 진명을 자신들의 동료로 삼으려고 하였지만 진명이 군인으로서의 자존심을 갖고 이를 거부하자 풀어주었다. 하지만 청주의 태수(太守)인 모용언달(慕容彦達)이 진명의 가족들을 살해하고 진명을 죽이려 하자, 진명은 어쩔 수 없이 다시 청풍산으로 돌아왔다. 하지만 송강 일행이 진명을 자신들의 동료로 삼기 위해 산적 한 명을 진명과 비슷하게 꾸며서 청주를 습격하도록 계략을 꾸몄던 것을 알아채고는 분노했지만, 송강 일행이 진심으로 사과하자 마음이 누그러져 어쩔 수 없이 산적의 일원이 되었다. 이후 진명의 설득으로 황신 또한 청풍산 산적의 일원이 되었고, 송강 일행은 화영의 가족들을 구출하고자 청풍채를 습격하한 뒤 아내를 잃은 진명을 위해 송강의 중재로 화영의 여동생과 진명을 결혼시켰다. 그 뒤 동경(東京) 개봉부에서 토벌대가 올 것을 우려해 송강은 청풍산의 산적들을 이끌고 양산박(梁山泊)으로 향했으며, 도중에 개인적인 사정으로 송강이 제외된 채 나머지 일행들은 양산박의 일원이 되었다.
이후 송강이 관에 자수해 강주(江州)로 유배된 뒤 처형될 위기에 처하자, 진명은 다른 양산박 산적들과 함께 유배지로 가 송강을 구출했다. 그 뒤 축가장(祝家莊)과의 전투에서 축룡(祝龍)과 싸워 이를 격퇴한 뒤 난정옥(欒廷玉)과의 일대일 대결에서도 호각을 다투는 활약을 보였으나, 진명을 유인하기 위한 난정옥의 거짓 퇴각을 추격하다 적군에게 사로잡혀 포로가 된 뒤 양산박 동료들에 의해 구출되었다. 고당주(高唐州)에서의 전투 당시에는 온문보(溫文寶)를 죽였으며, 호연작(呼延灼)과의 싸움에서 한도(韓滔)와 싸워 이를 격퇴하였다. 이후 청주 공격시 선봉에 나서 자신의 가족의 원수인 모용언달을 죽였으며, 북경(北京) 대명부 공격시에는 색초(索超)와의 일대일 대결에서도 호각을 다투었다. 그 뒤 증두시(曾頭市)에서의 전투 당시에 조개(晁蓋)가 사문공(史文恭)에게 독화살을 맞고 쓰러지자, 원수를 갚고자 사문공에게 달려들었으나 적군의 창에 허벅지를 찔리는 부상을 당해 당분간 치료에 임했다.
108성 집결 이후에는 마군(馬軍) 오호장(五虎將) 중 한 명으로 임명되었으며, 관군과의 계속된 전투에서 좋은 활약을 보였다. 이후 조정에서 양산박의 귀순을 권하자 찬성표를 던졌으며, 양산박이 조정에 귀순한 뒤에도 계속 마군의 선봉에 서 좋은 활약을 이어나갔다. 그 뒤 방랍(方臘)의 난을 진압하는 과정에서 방랍의 조카인 방걸(方傑)과의 일대일 대결 중에 방걸을 엄호하기 위해 두미(杜微)가 날린 비도(飛刀)를 피하다 방걸에게 틈을 보여 방걸의 방천극(方天戟)에 찔려 사망했다.

## 대중 문화
영상 매체에서 진명을 연기한 배우는 다음과 같다.
- 레이룽: 영화 《수호전》(1972)
- 롼전궈: 드라마 《수호》(1983)
- 왕원성: 드라마 《수호전》(1998)
- 자오추성: 드라마  《수호전》(2011)